# 歸來的人
《歸來的人》是緬甸出生的電影導演趙德胤的首部劇情長片，並且為2011年釜山影展主要競賽獎項「新潮流獎」的正式競賽片，隔年入圍了2012年鹿特丹影展「老虎獎」正式競賽單元。
由於難以向緬甸政府申請拍攝電影，因此趙德胤以極低預算、極少工作人員並身兼編劇、導演、製片、攝影、剪接等數職（總共三個人）且以游擊的方式拍攝而成，而他自己也手持攝影機拍攝，塑造出畫面不安定性的風格。

## 演員
- 王興洪 - 興洪

## 製作團隊
- 編劇/導演/攝影/製片：趙德胤
- 監製：黃茂昌
- 策劃：羅秉棋、孫春望
- 執行製片：王福安
- 剪接：趙德胤、林聖文
- 聲音：林聖文
- 助理導演：吳可熙
- 製片助理：呂駿
- 英文翻譯：王珮安
- 緬文翻譯：馮濤

## 獎項
| 獎項       | 獎項         | 受獎者       | 階段／結果 |
| ---------- | ------------ | ------------ | ---------- |
| 釜山影展   | 新潮流獎     | 《歸來的人》 | 提名       |
| 鹿特丹影展 | 老虎獎       | 《歸來的人》 | 提名       |
| 台北電影獎 | 百萬首獎     | 《歸來的人》 | 提名       |
| 台北電影獎 | 最佳劇情長片 | 《歸來的人》 | 提名       |

## 外部連結
- Yahoo奇摩電影上《歸來的人》的資料（繁體中文）
- MSN娛樂上《歸來的人》的資料（繁體中文）

- 開眼電影網上《歸來的人》的資料（繁體中文）
- 豆瓣电影上《歸來的人》的資料 （简体中文）
- 时光网上《歸來的人》的資料（简体中文）
- AllMovie上《歸來的人》的资料（英文）
- 爛番茄上《歸來的人》的資料（英文）
- 互联网电影数据库（IMDb）上《歸來的人》的资料（英文）